# József Vértesy
József Vértesy (ur. 19 lutego 1901 w Somborze, zm. 21 grudnia 1983 w Budapeszcie) – węgierski piłkarz wodny. Dwukrotny medalista olimpijski.
Na igrzyskach startował trzy razy (1924-1932) i z drużyną waterpolistów sięgnął po dwa medale. W 1928 Węgrzy zajęli drugie miejsce, w 1932 triumfowali. Cztery razy był mistrzem Europy w (1926, 1927, 1931, 1934).